# Waterloo & City Line
|  | Urban head station in tunnel |

|  | Unused urban tunnel straight track |

|  | Unused urban tunnel straight track |

|  | Urban end station in tunnel |

|  | Urban head station in tunnel |

|  | Unused urban tunnel straight track |

|  | Unused urban tunnel straight track |

|  | Urban end station in tunnel |

Waterloo & City Line (engelska: the Waterloo & City line, 'Waterloo & city-linjen') är en kort tunnelbanelinje i London som enbart består av två stationer. Linjen är 2,37 km lång. Den administreras som del av Londons tunnelbana sedan 1994.

## Historia
År 1848 var London and South Western Railway till Waterloo Station färdigbyggd. Placeringen av ändstationen ställde dock till med problem eftersom det blev svårt för resenärerna att ta sig till centrala London. Man övervägde en förlängning men kostnaden visade sig bli alltför hög och planerna skrinlades. I stället bestämde man sig för att anlägga en tunnelbanelinje och denna som kom att kallas Waterloo & City line invigdes den 11 juli 1898. 
 Linjen kom att bli den linje i Londons tunnelbana som förblev ägd av British Rail längst men i samband med privatiseringen 1993 så tyckte man att det var konstigt att det brittiska banverket skulle äga tunnelbanelinjer och från och med den 1 april 1994 så är linjen en del av London Underground.
Fram till år 1994 så trafikerades linjen av 1940 Stock (Class 487), som för den tiden mitt under brinnande världskrig sattes in med en då banbrytande design. Men i samband med övertagandet av linjen från British Rail så ersattes de utslitna tågen av samma tågtyp som på Central Line, av 92 Stock. De var då målade i blått, vitt men målades senare om med en röd front istället. De gamla 40 Stock-tågen gick alla till skrot utom ett som sparats på museum (se bilden nere till höger).
En unik lösning att byta tågen, vid större service och reparationer, eller förnyelse sker genom att ett shakt öppnas och att tågvagnarna en och en sänks ned eller lyfts upp med en speciell kran. Under jord mitt i centrala London finns en rangerbangård där tågen står uppställda. Den kan man skymta vid stationen Waterloo när man kliver på tåget för färden mot Bank.

## Resenärer
Varje år görs det cirka 9,6 miljoner resor med linjen. 

### Öppettider
Med anledning av det faktum att nästan bara pendlare använder linjen så har den begränsade öppettider:

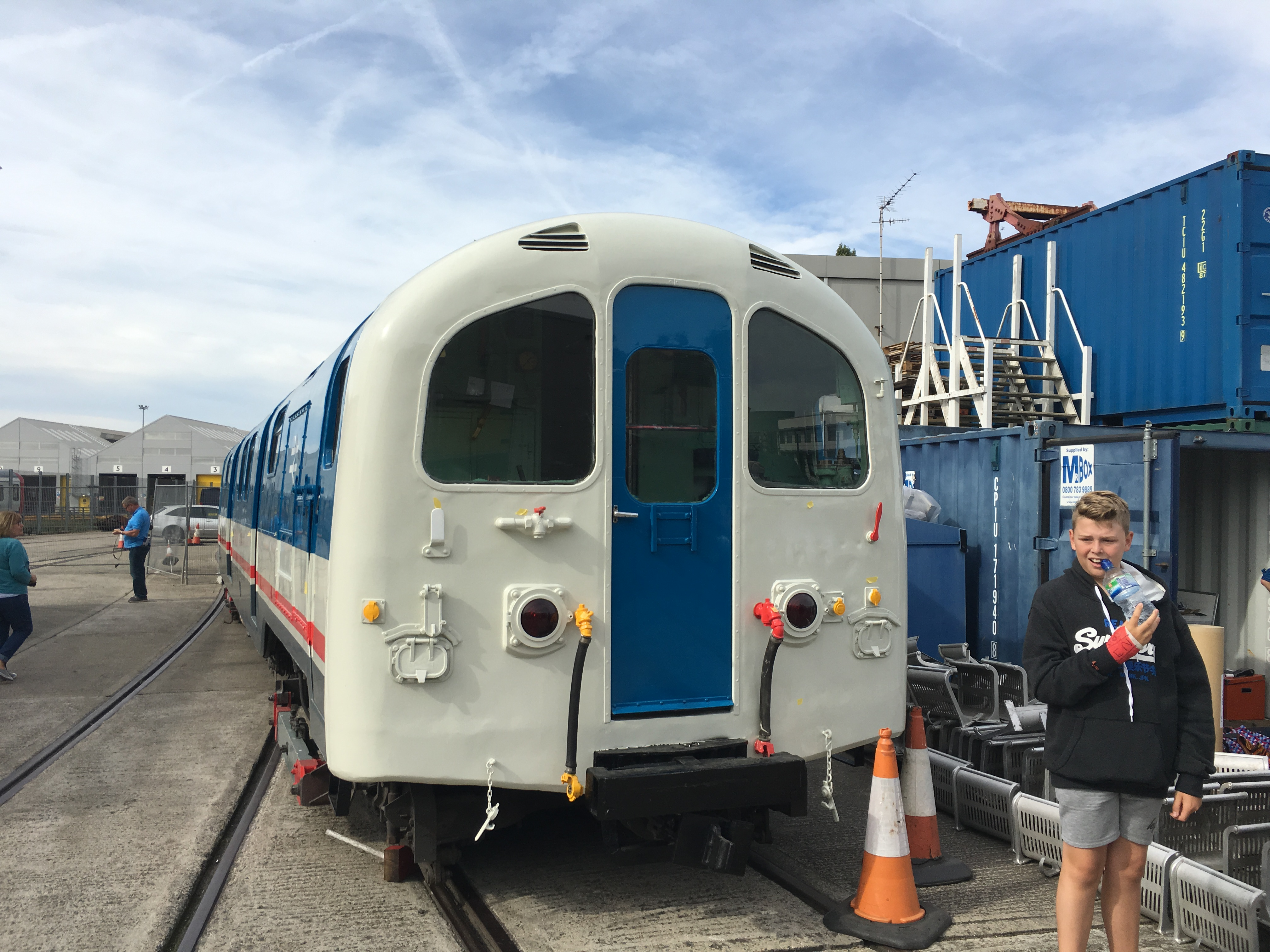
Gammalt tåg från Waterloo & City Line på depå-museet i Acton, typ S 40, Class 487.

- Måndag till Fredag: 06:15-21:48
- Lördag: 08:00-18:30
- Söndag och helgdag: Stängt

## Bilder

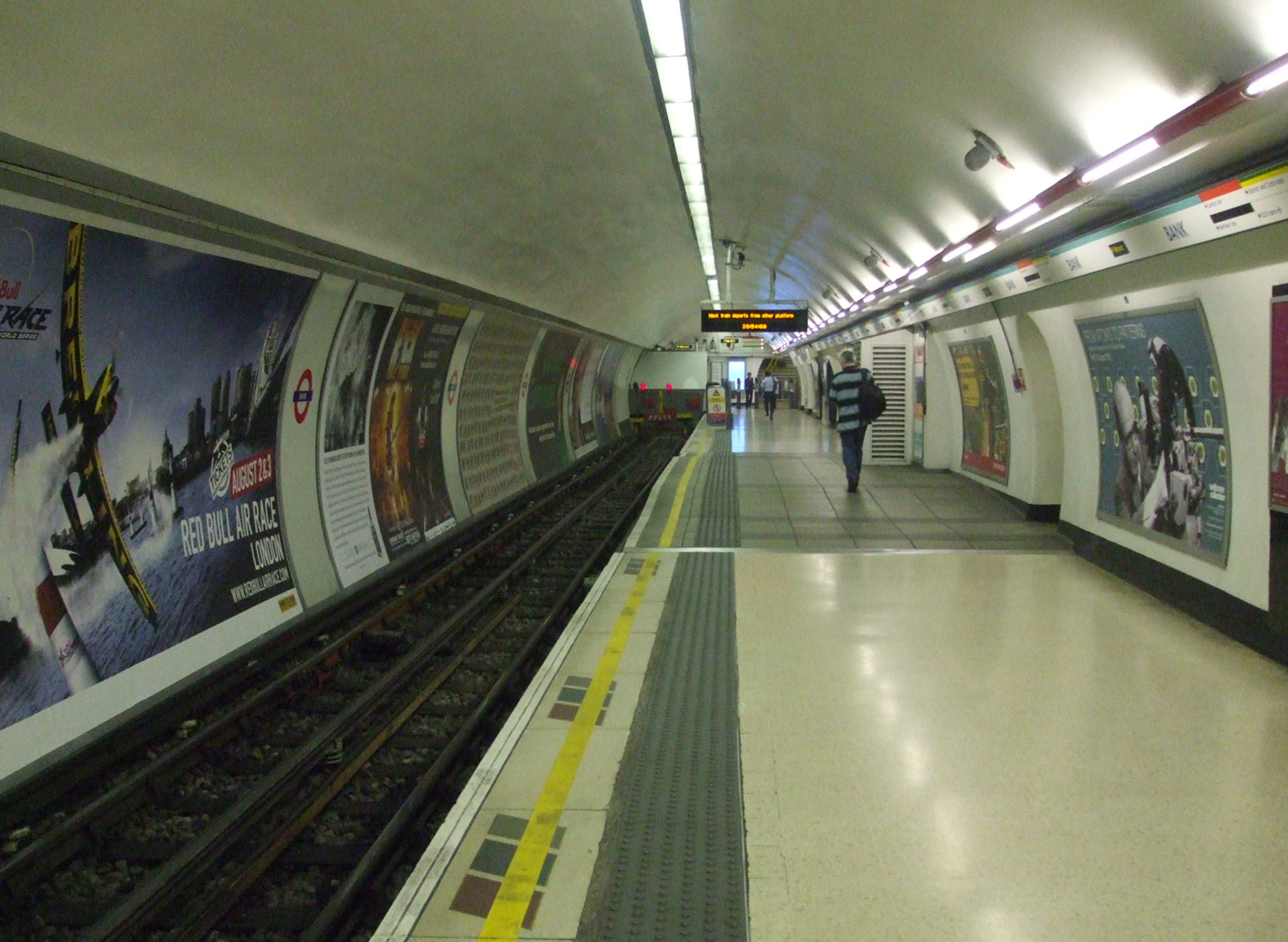
Bank
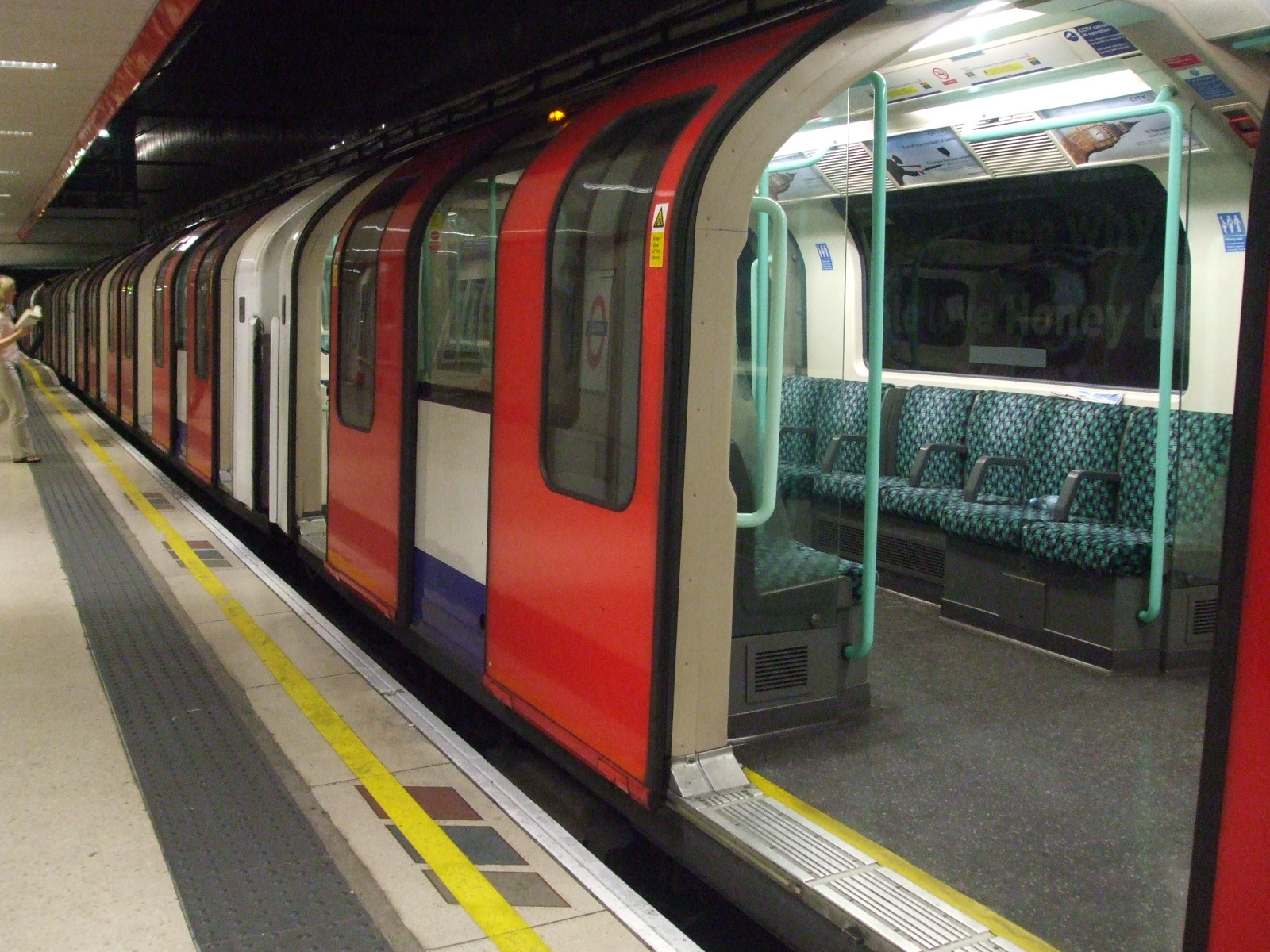
Waterloo
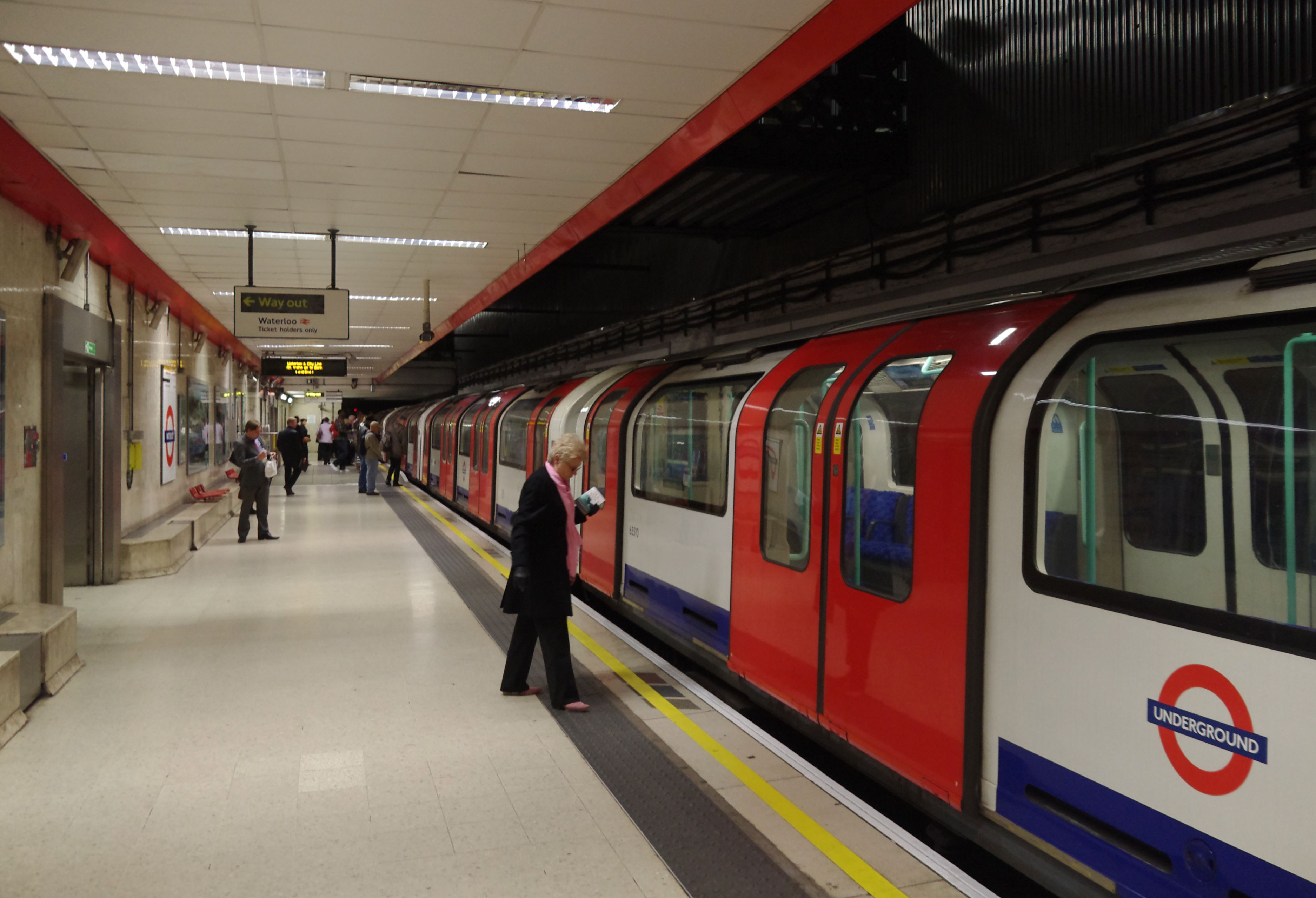
Waterloo